# Vilarinho de Samardã
Vilarinho de Samardã fou una freguesia portuguesa del municipi de Vila Real, situada al marge dret del riu Corgo i al vessant est de la serra do Alvão. Tenia 21,71 km² d'àrea i 740 habitants (al 2011). Va ser extinta per la reorganització administrativa de 2012-2013, i s'integrà en la Unió de Freguesies d'Adoufe i Vilarinho de Samardã.
Incloïa al seu territori aquests llogarets: Benagouro, Covelo (llogaret compartit amb la freguesia de Telões, del veí municipi de Vila Pouca de Aguiar), Samardã i Vilarinho de Samardã (seu).
Ací, de 1839 a 1841, hi residí Camilo Castelo Branco amb la seua germana Carolina Rita Botelho Castelo Branco.

Fou el bressol d'alguns personatges il·lustres com el professor Mário Augusto do Quinteiro Vilela, nascut ací el 2 de gener de 1934 i son germà Nelson Vilela, nascut al 1933.
| Distribució de la població per grups d'edat el 2001 i 2011 | Distribució de la població per grups d'edat el 2001 i 2011 | Distribució de la població per grups d'edat el 2001 i 2011 | Distribució de la població per grups d'edat el 2001 i 2011 | Distribució de la població per grups d'edat el 2001 i 2011 | Distribució de la població per grups d'edat el 2001 i 2011 | Distribució de la població per grups d'edat el 2001 i 2011 | Distribució de la població per grups d'edat el 2001 i 2011 | Distribució de la població per grups d'edat el 2001 i 2011 | Distribució de la població per grups d'edat el 2001 i 2011 |
| ---------------------------------------------------------- | ---------------------------------------------------------- | ---------------------------------------------------------- | ---------------------------------------------------------- | ---------------------------------------------------------- | ---------------------------------------------------------- | ---------------------------------------------------------- | ---------------------------------------------------------- | ---------------------------------------------------------- | ---------------------------------------------------------- |
| Idade                                                      | 0-14                                                       | 15-24                                                      | 25-64                                                      | > 65                                                       |                                                            | 0-14                                                       | 15-24                                                      | 25-64                                                      | > 65                                                       |
| 2001                                                       | 148                                                        | 135                                                        | 381                                                        | 143                                                        |                                                            | 18,3%                                                      | 16,7%                                                      | 47,2%                                                      | 17,7%                                                      |
| 2011                                                       | 115                                                        | 87                                                         | 406                                                        | 132                                                        |                                                            | 15,5%                                                      | 11,8%                                                      | 54,9%                                                      | 17,8%                                                      |

## Història
Els registres del 1220 de Santa Maria d'Adoufe citen l'existència d'aquest Vilarinho. Més tard haurien existit al territori d'aquesta freguesia dos petits municipis durant els segles XIII i XIV: Antela (carta foral de 1255) i Codeçais (carta foral de setembre de 1257).
Com a parròquia, Vilarinho de Samardã és posterior al segle XIV. El 1530 els tres principals llogarets d'aquesta antiga freguesia (Benagouro, Samardã i Vilarinho «d’Arufe») encara són inclosos en la freguesia d'Adoufe, però el 1721 (Relació de Vila Real i el seu terme) Vilarinho de Samardã hi apareix com a freguesia autònoma.
En la reorganització administrativa dictada per la Llei núm. 22/2012, el seu territori fou annexat al de la veïna freguesia d'Adoufe, en la pràctica reconstruint el territori d'aquella antiga freguesia, segons devia ser al segle XVI. El conjunt passà a designar-se oficialment Unió de les Freguesies d'Adoufe i Vilarinho de Samardã, "Adoufe" i "Vilarinho de  Samardã" foren extintes com a designacions oficials de freguesia.(2)